# 愛知県道467号半田環状線
愛知県道467号半田環状線（あいちけんどう467ごう はんだかんじょうせん）は、愛知県知多郡武豊町から同郡阿久比町に至る一般県道である。

## 概要

### 路線データ
- 起点：愛知県知多郡武豊町大字東大高
- 終点：愛知県知多郡阿久比町大字横松

## 沿革
- 1972年（昭和47年）9月16日：認定[1]

## 通過する自治体
- 愛知県
  - 知多郡
    - 武豊町

  - 半田市
  - 知多郡
    - 阿久比町

## 接続する道路
- （起点）

この間未開通
- 愛知県道52号半田南知多線バイパス・愛知県道72号武豊小鈴谷線（向陽4丁目交差点）
- 愛知県道269号古場武豊線（武豊平井畑交差点）
- 国道247号（東郷町交差点）
- 愛知県道34号半田常滑線（東郷町交差点 - 宮本町6丁目交差点で重複）
- 愛知県道265号碧南半田常滑線（半田市岩滑高山町7丁目地内）

この間未開通
- （終点）

## 周辺
- 武豊町立図書館
- 武豊町歴史民俗資料館
- 名鉄河和線 青山駅
- 新美南吉記念館
- FEELeqvo!半田店

## 別名
- 半田街道（半田市、武豊町）